# شذوذ قلبي
الشذوذ القلبي أو الزيغ القلبي أو الضلال القلبي (بالإنجليزية: Cardiac aberrancy)‏ هو أحد أنَوع انحراف نظام التوصيل الكهربائي للقلب، ويحدث الانحراف عندما يتم نَقل جهد الفعل بشكل غير صحيح، ومن الممكن أن يحدث هذا نتيجةً لإحصار القَلب وَمتلازمة وولف -باركنسون -وايت.